# Гленвуд (Индијана)
Гленвуд (енгл. Glenwood) град је у америчкој савезној држави Индијана.

## Демографија
По попису из 2010. године број становника је 250, што је 68 (-21,4%) становника мање него 2000. године.
| Група             | 2000.        | 2010.       |
| Белци             | 318 (100,0%) | 249 (99,6%) |
| Афроамериканци    | 0 (0,0%)     | 0 (0,0%)    |
| Азијати           | 0 (0,0%)     | 0 (0,0%)    |
| Хиспаноамериканци | 0 (0,0%)     | 1 (0,4%)    |
| Укупно            | 318          | 250         |